# Културни центар Врњачка Бања
Културни центар Врњачка Бања је јавна установа у области културе, основана од стране Скупштине Општине Врњачка Бања, са циљем обављања широког спектра делатности из области културе.
Седиште Културног центра је у Дворац Белимарковића, који је преименован у Замак културе, а у њега је смештен, осим Културног центра и Завичајни музеј Врњачке Бање који заједно чине целину. Поред Замка са галеријским и музејским простором, Културни центар поседује биоскопско-позоришну дворану и Амфитеатар капацитета 1500 седишта.
Делатност културног центра обухвата:
- Делатност музеја, делатност галерија и делатност збирки.
- Заштиту културних добара, природних и других знаменитости.
- Рад уметничких установа.
- Кинематографску и видео производњу и дистрибуцију.
- Уметничко и књижевно стваралаштво, као и сценску уметност.
- Издавање књига, брошура, часописа, музичких књига и других публикација.
- Остале културно – забавне активности.

## Манифестације
Културни центар је организатор једне од најзначајнијих културних манифестација у Србији под називом „Врњачке културне свечаности", која траје 100 летњих дана а чине је врхунски програми из области књижевности, позоришног, филмског, телевизијског и музичког стваралаштва, ликовне делатности, издаваштва и музеологије. Најпознатији програми „Врњачких културних свечаности” су:
- Међународни фестивал класичне музике - Поред многобројних концерата, у оквиру фестивала одржава се и педагошки програм са курсевима виолине и камерне музике.
- Књижевно лето је програм за област књижевног стваралаштва коју цине књижевни портрети истакнутих писаца, промоције књига, књижевних регија и градова Србије, књижевних манифестација и добитника књижевних награда, као и трибине на актуелне теме из историје, филозофије, друштвених наука, политике, теологије и др.
- Позоришни дани српског театра посетиоцима Бање обезбедују ревијалне представа из репертоара позоришта Србије, омогућавајуци им да виде премијере, драмску класику и авангарду, глумачке портрете, великане драмске књижевности и друге програме.
- Фестивал ликовног стваралаштва - представља скуп изложби, акција и манифестација у области ликовне делатности а чине га програми изложбеног карактера и ликовних акција као што су Центар за савремену графику, Фестивал пејзажа, Програм синтезе, Летња академија за ликовно стваралаштво, Вајарски симпозијум и Бијенале Југословенке скулптуре у пленеру.
- Фестивал филмског сценарија - У августу на летњој позорници у Врњацкој Бањи
- Остале културне манифестације: Дешавања на Врњачкој променади, културне манифестације, музејске поставке, позоришне представе, филмски и музички фестивал на летњој позорници.